# Marcq (Yvelines)
Marcq település Franciaországban, Yvelines megyében. Lakosainak száma 790 fő (2022. január 1.). Marcq Andelu, Saulx-Marchais, Auteuil, Autouillet, Beynes, Montainville és Thoiry községekkel határos.

## Népesség
A település népességének változása:
| Lakosok száma | 735  | 753  | 766  | 762  | 766  | 765  | 768  | 778  | 790  |
|               | 2013 | 2015 | 2016 | 2017 | 2018 | 2019 | 2020 | 2021 | 2022 |